# Fighter's History
Fighter's History (ファイターズヒストリー Faitāzu Hisutorī?) är en serie man mot man-fightingspel som utvecklades och utgavs av Data East under början-mitten av 1990-talet.

## Spel
| Titel                  | Släppår |
| ---------------------- | ------- |
| Fighter's History      | 1993    |
| FH Dynamite            | 1994    |
| Mizoguchi Kiki Ippatsu | 1995    |

### Fotnoter
1. ↑  ”Fighter's History” (på engelska). Mobygames. http://www.mobygames.com/game-group/fighters-history-series. Läst 18 maj 2015.